# تایو (فاحشه)

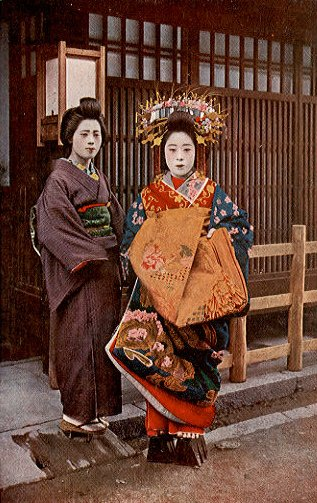
یک تایو

تایو (به ژاپنی: 太夫 Tayū)، بالاترین رتبه در یین زنان سرگرم‌کننده (یوجو] و گیشا) در محله‌های دارای مجوز اولیه ژاپنی مدرن بود. تایو از نظر تاریخی از سایر فاحشه‌ها (یوجو؛ زنان برای خوش‌گذرانی) و سرگرم‌کننده‌ها (مایکو، گیشا) به دلیل آموزش فشرده‌شان در هنرهای سنتی متعدد که از سنین نوجوانی یاد داده می‌شد، متمایز بودند. اعتباری که این آموزش به آنها اعطا می‌کرد به آنها این امکان را می‌داد که از پذیرش مشتری مرد خودداری کنند.
آنها تنها مجریان زنی بودند که در ضیافت‌های امپراتوری شرکت می‌کردند.
تایو برای آموزش آنها در مراسم چای ژاپنی، کودو (ژاپن), ایکبانا، خوشنویسی ژاپنی شعر، رقص، آواز، و نواختن سازهای سنتی، مانند کوتو (ساز) شناخته شده بودند.
تایو از نظر طبقه اجتماعی مشتریان و خدماتی که ارائه می‌دهند، با رده‌های پایین‌تر اوئیران تفاوت داشت. به‌طور سنتی، تایو برای سرگرم کردن بالاترین رده‌های جامعه، از جمله اشراف و دربار امپراتوری در کیوتو آموزش می‌دید. تایو در آغاز دوره ادو به عنوان یک گروه شناخته شدند. به دلیل تعداد محدود آنان مشتریان، آنها هرگز زیاد نبودند. در زمان اوج آنها تقریباً ۴۰ تایو در کیوتو در ناحیه شیمابارا، کیوتو کار می‌کردند.